# SN 2002ll
SN 2002ll – supernowa typu Ia odkryta 6 czerwca 2002 roku w galaktyce A163708+4124. Jej maksymalna jasność wynosiła 20,50m.